# 2024年パリオリンピックのアメリカ合衆国選手団
2024年パリオリンピックのアメリカ合衆国選手団(2024ねんパリオリンピックのアメリカがっしゅうこくせんしゅだん)は、2024年7月26日から8月11日にかけてフランスの首都パリで開催された2024年パリオリンピックのアメリカ合衆国選手団、およびその競技結果。

## メダル
| メダル | 選手名 | 競技                         | 種目                                 | 日付    |
| ------ | --- | ---------------------------- | ------------------------------------ | ------- |
| 金     | ジャック・アレクシー ハンター・アームストロング ケーレブ・ドレッセル クリス・ジュリアーノ ライアン・ヘルド マット・キング | 競泳                         | 男子4×100mフリーリレー               | 7月27日 |
| 金     | リー・キーファー | フェンシング                 | 女子フルーレ個人                     | 7月28日 |
| 金     | トリ・ハスク | 競泳                         | 女子100mバタフライ                   | 7月28日 |
| 金     | シモーネ・バイルズ ジェード・キャリー ジョーダン・チャイルズ スニーサ・リー ヘズリー・リヴェラ | 体操競技                     | 女子団体総合                         | 7月30日 |
| 金     | ケイティ・レデッキー | 競泳                         | 女子1500m自由形                      | 7月31日 |
| 金     | ローレン・スクラッグス リー・キーファー ジャクリン・ドゥブロヴィッチ マイア・メイ・ワイントラウブ | フェンシング                 | 女子フルーレ団体                     | 8月1日  |
| 金     | シモーネ・バイルズ | 体操競技                     | 女子個人総合                         | 8月1日  |
| 金     | ニック・ミード ジャスティン・ベスト マイケル・グレーディ リアム・コリガン | ローイング                   | 男子フォア                           | 8月1日  |
| 金     | ケイト・ダグラス | 競泳                         | 女子200m平泳ぎ                       | 8月1日  |
| 金     | ライアン・クルーザー | 陸上競技                     | 男子砲丸投                           | 8月3日  |
| 金     | シモーネ・バイルズ | 体操競技                     | 女子跳馬                             | 8月3日  |
| 金     | ヴィンセント・ハンコック | 射撃                         | 男子スキート                         | 8月3日  |
| 金     | ケイティ・レデッキー | 競泳                         | 女子800m自由形                       | 8月3日  |
| 金     | ライアン・マーフィー ニック・フィンク グレッチェン・ウォルシュ トリ・ハスク ケーレブ・ドレッセル レーガン・スミス チャーリー・スワンソン アビー・ワイツァイル | 競泳                         | 混合4×100mメドレーリレー             | 8月3日  |
| 金     | ノア・ライルズ | 陸上競技                     | 男子100m                             | 8月4日  |
| 金     | クリステン・フォークナー | 自転車                       | 女子ロードレース                     | 8月4日  |
| 金     | スコッティ・シェフラー | ゴルフ                       | 男子                                 | 8月4日  |
| 金     | ボビー・フィンク | 競泳                         | 男子1500m自由形                      | 8月4日  |
| 金     | レーガン・スミス リリー・キング グレチェン・ウォルシュ トリ・ハスク キャサリン・バーコフ ケイト・ダグラス アレックス・シャッケル エマ・ウェーバー | 競泳                         | 女子4×100mメドレーリレー             | 8月4日  |
| 金     | バラリー・オールマン | 陸上競技                     | 女子円盤投                           | 8月5日  |
| 金     | キャロライン・マークス | サーフィン                   | 女子                                 | 8月5日  |
| 金     | コール・ホッカー | 陸上競技                     | 男子1500m                            | 8月6日  |
| 金     | ガブリエル・トーマス | 陸上競技                     | 女子200m                             | 8月6日  |
| 金     | アミット・エロア | レスリング                   | 女子フリースタイル68kg級             | 8月6日  |
| 金     | クィンシー・ホール | 陸上競技                     | 男子400m                             | 8月7日  |
| 金     | クリステン・フォークナー ジェニファー・ヴァレント リリー・ウィリアムズ クロエ・ダイガート | 自転車                       | 女子チームパシュート                 | 8月7日  |
| 金     | サラ・アン・ヒルドブラント | レスリング                   | 女子フリースタイル50kg級             | 8月7日  |
| 金     | グラント・ホロウェイ | 陸上競技                     | 男子110mハードル                     | 8月8日  |
| 金     | シドニー・マクラフリン＝レヴローン | 陸上競技                     | 女子400mハードル                     | 8月8日  |
| 金     | タラ・デイヴィス＝ウッドホール | 陸上競技                     | 女子走幅跳                           | 8月8日  |
| 金     | ライ・ベンジャミン | 陸上競技                     | 男子400mハードル                     | 8月9日  |
| 金     | メリッサ・ジェファーソン トワニシャ・テリー ガブリエル・トーマス シャカリ・リチャードソン | 陸上競技                     | 女子4×100mリレー                     | 8月9日  |
| 金     | オリヴィア・リーヴス | ウエイトリフティング         | 女子71kg級                           | 8月9日  |
| 金     | クリストファー・ベイリー ヴァーノン・ノーウッド ブライス・デッドモン ライ・ベンジャミン クィンシー・ウィルソン | 陸上競技                     | 男子4×400mリレー                     | 8月10日 |
| 金     | マサイ・ラッセル | 陸上競技                     | 女子100mハードル                     | 8月10日 |
| 金     | シャミーア・リトル シドニー・マクラフリン＝レヴローン ガブリエル・トーマス アレックス・ホームズ ケイリン・ブラウン アーリヤ・バトラー クァニェラ・ハイエス | 陸上競技                     | 女子4×400mリレー                     | 8月10日 |
| 金     | バスケットボールアメリカ合衆国代表- ステフィン・カリー - アンソニー・エドワーズ - レブロン・ジェームズ - ケヴィン・デュラント - デリック・ホワイト - タイリース・ハリバートン - ジェイソン・テイタム - ジョエル・エンビード - ドリュー・ホリデー - バム・アデバヨ - アンソニー・デイヴィス - デヴィン・ブッカー | バスケットボール             | 男子                                 | 8月10日 |
| 金     | サッカーアメリカ合衆国女子代表- アリッサ・ネイハー - エミリー・フォックス - コービン・アルバート - ナオミ・ギルマ - トリニティ・ロッドマン - ケイシー・クルーガー - クリスタル・ダン - リン・ウィリアムズ - マロリー・スワンソン - リンジー・ホラン - ソフィア・スミス - ティエルナ・デイビッドソン - ジェナ・ナイスウォンガー - エミリー・ソネット - ジェイディン・ショー - ローズ・ラヴェル - サマンサ・コフィー - ケイシー・マーフィー - クロワ・ベスーン - エミリー・サムズ | サッカー                     | 女子                                 | 8月10日 |
| 金     | バスケットボール女子アメリカ合衆国代表- ジュエル・ロイド - ケルシー・プラム - サブリーナ・ヨネスク - カーリー・コッパー - チェルシー・グレイ - エイジャ・ウィルソン - ブレアナ・ステュアート - ナフィーサ・コリアー - ダイアナ・トーラジ - ジャッキー・ヤング - アリッサ・トーマス - ブリトニー・グライナー | バスケットボール             | 女子                                 | 8月11日 |
| 金     | ジェニファー・ヴァレント | 自転車                       | 女子オムニアム                       | 8月11日 |
| 銀     | サラ・ベーコン キャシディ・クック | 飛込                         | 女子3mシンクロ板飛込                 | 7月27日 |
| 銀     | ケイト・ダグラス グレチェン・ウォルシュ トリ・ハスク シモーネ・マニュエル エリカ・コノリー アビー・ワイツァイル | 競泳                         | 女子4×100mフリーリレー               | 7月27日 |
| 銀     | ヘイリー・バッテン | 自転車                       | 女子マウンテンバイククロスカントリー | 7月28日 |
| 銀     | ローレン・スクラッグス | フェンシング                 | 女子フルーレ個人                     | 7月28日 |
| 銀     | ニック・フィンク | 競泳                         | 男子100m平泳ぎ                       | 7月28日 |
| 銀     | グレチェン・ウォルシュ | 競泳                         | 女子100mバタフライ                   | 7月28日 |
| 銀     | ジャガー・イートン | スケートボード               | 男子ストリート                       | 7月29日 |
| 銀     | ケイティ・グライムス | 競泳                         | 女子400m個人メドレー                 | 7月29日 |
| 銀     | ボビー・フィンク | 競泳                         | 男子800m自由形                       | 7月30日 |
| 銀     | ルーク・ホブソン カーソン・フォスター ドリュー・キブラー キーラン・スミス ブルックス・カリー クリス・ジュリアーノ ブレイク・ピーローニ | 競泳                         | 男子4×200mフリーリレー               | 7月30日 |
| 銀     | レーガン・スミス | 競泳                         | 女子100m背泳ぎ                       | 7月30日 |
| 銀     | ペリス・ベネガス | 自転車                       | 女子BMXフリースタイル                | 7月31日 |
| 銀     | トリ・ハスク | 競泳                         | 女子100m自由形                       | 7月31日 |
| 銀     | レーガン・スミス | 競泳                         | 女子200mバタフライ                   | 8月1日  |
| 銀     | クレア・ワインスタイン ペイジ・マッデン ケイティ・レデッキー エリン・ゲメル シモーネ・マニュエル アンナ・ペプロウスキ アレックス・シャッケル | 競泳                         | 女子4×200mフリーリレー               | 8月1日  |
| 銀     | マクレイン・ウォード ローラ・クラウト カール・クック | 馬術                         | 障害飛越団体                         | 8月2日  |
| 銀     | サーゲン・マッダレーナ | 射撃                         | 女子50mライフル3姿勢                 | 8月2日  |
| 銀     | レーガン・スミス | 競泳                         | 女子200m背泳ぎ                       | 8月2日  |
| 銀     | ジョー・コヴァクス | 陸上競技                     | 男子砲丸投                           | 8月3日  |
| 銀     | シャカリ・リチャードソン | 陸上競技                     | 女子100m                             | 8月3日  |
| 銀     | ヴァーノン・ノーウッド シャミーア・リトル ブライス・デッドモン ケイリン・ブラウン | 陸上競技                     | 混合4×400mリレー                     | 8月3日  |
| 銀     | コナー・リン・プリンス | 射撃                         | 男子スキート                         | 8月3日  |
| 銀     | ケイト・ダグラス | 競泳                         | 女子200m個人メドレー                 | 8月3日  |
| 銀     | オースティン・クライチェク ラジーブ・ラム | テニス                       | 男子ダブルス                         | 8月3日  |
| 銀     | ブレイディ・エリソン | アーチェリー                 | 男子個人                             | 8月4日  |
| 銀     | ライアン・マーフィー ニック・フィンク ケーレブ・ドレッセル ハンター・アームストロング ジャック・アレクシー トーマス・ヘイルマン チャーリー・スワンソン | 競泳                         | 男子4×100mメドレーリレー             | 8月4日  |
| 銀     | サム・ケンドリックス | 陸上競技                     | 男子棒高跳                           | 8月5日  |
| 銀     | シモーネ・バイルズ | 体操競技                     | 女子ゆか                             | 8月5日  |
| 銀     | オーステン・ジュエル・スミス ヴィンセント・ハンコック | 射撃                         | 混合スキート団体                     | 8月5日  |
| 銀     | セス・ライダー テイラー・スパイヴィー モーガン・ピアソン テイラー・ニッブ | トライアスロン               | 混合リレー                           | 8月5日  |
| 銀     | アネット・ンネカ・エチクンウォケ | 陸上競技                     | 女子ハンマー投                       | 8月6日  |
| 銀     | アニタ・アルバレス ジェイミー・チャーコウスキ メグミ・フィールド キーナ・ハンター オードリー・クォン ジャクリーン・リュー ダニエラ・ラミレス ルビー・レマティ | アーティスティックスイミング | 団体                                 | 8月7日  |
| 銀     | ケイティ・ムーン | 陸上競技                     | 女子棒高跳                           | 8月7日  |
| 銀     | ケネス・ルックス | 陸上競技                     | 男子3000m障害                        | 8月7日  |
| 銀     | トム・シャー | スケートボード               | 男子パーク                           | 8月7日  |
| 銀     | ケネス・ベドナレク | 陸上競技                     | 男子200m                             | 8月8日  |
| 銀     | ダニエル・ロバーツ | 陸上競技                     | 男子110mハードル                     | 8月8日  |
| 銀     | アンナ・コックレル | 陸上競技                     | 女子400mハードル                     | 8月8日  |
| 銀     | スペンサー・リチャード・リー | レスリング                   | 男子フリースタイル57kg級             | 8月9日  |
| 銀     | シェルビー・マキウェン | 陸上競技                     | 男子走高跳                           | 8月10日 |
| 銀     | ネヴィン・ハリソン | カヌー                       | 女子スプリントC-1 200m               | 8月10日 |
| 銀     | ブルック・ラブトゥ | スポーツクライミング         | 女子複合                             | 8月10日 |
| 銀     | バレーボールアメリカ合衆国女子代表- ローレン・カーリニ - アンドレア・ドルーズ - マイカ・ハンコック - ジョーダン・ラーソン - チアカ・オグボグ - キャサリン・プラマー - ジョーディン・ポールター - ダナ・レットケ - ケルシー・ロビンソン - エイブリー・スキナー - ジョーダン・トンプソン - ヘイリー・ワシントン - ジャスティン・ウォン＝オランテス | バレーボール                 | 女子                                 | 8月11日 |
| 銀     | ケネディ・アレクシス・ブレイズ | レスリング                   | 女子フリースタイル76kg級             | 8月11日 |
| 銅     | クロエ・ダイガート | 自転車                       | 女子ロードタイムトライアル           | 7月27日 |
| 銅     | ケイティ・レデッキー | 競泳                         | 女子400m自由形                       | 7月27日 |
| 銅     | カーソン・フォスター | 競泳                         | 男子400m個人メドレー                 | 7月28日 |
| 銅     | ニック・イトキン | フェンシング                 | 男子個人フルーレ                     | 7月29日 |
| 銅     | アシャー・ホン ポール・ジュダ ブロディー・マローン スティーブン・ネドロシク フレデリック・リチャード | 体操競技                     | 男子団体総合                         | 7月29日 |
| 銅     | ナイジャ・ヒューストン | スケートボード               | 男子ストリート                       | 7月29日 |
| 銅     | ルーク・ホブソン | 競泳                         | 男子200m自由形                       | 7月29日 |
| 銅     | ライアン・マーフィー | 競泳                         | 男子100m背泳ぎ                       | 7月29日 |
| 銅     | エマ・ワイアント | 競泳                         | 女子400m個人メドレー                 | 7月29日 |
| 銅     | 7人制ラグビー女子アメリカ合衆国代表- アリアナ・ラムゼー - イロナ・マーハ - ケイラ・カネット - サミー・サリバン - アレブ・ケルター - ローレン・ドイル - ナヤ・タッパー - アレックス・セドリック - アレーナ・オルセン - ステフ・ロヴェッティ - サラ・レヴィー - クリスティ・キルシュ | ラグビー                     | 女子                                 | 7月30日 |
| 銅     | キャサリン・バーコフ | 競泳                         | 女子100m背泳ぎ                       | 7月30日 |
| 銅     | エヴィー・レイブファース | カヌー                       | 女子スラロームC-1                    | 7月31日 |
| 銅     | スニーサ・リー | 体操競技                     | 女子個人総合                         | 8月1日  |
| 銅     | ブレイディ・エリソン ケイシー・コーフホールド | アーチェリー                 | 混合団体                             | 8月2日  |
| 銅     | グラント・フィッシャー | 陸上競技                     | 男子10000m                           | 8月2日  |
| 銅     | イアン・バローズ ハンス・ヘンケン | セーリング                   | 男子49er                             | 8月2日  |
| 銅     | メリッサ・ジェファーソン | 陸上競技                     | 女子100m                             | 8月3日  |
| 銅     | ジャスミン・ムーア | 陸上競技                     | 女子三段跳                           | 8月3日  |
| 銅     | スティーブン・ネドロシク | 体操競技                     | 男子あん馬                           | 8月3日  |
| 銅     | ジェード・キャリー | 体操競技                     | 女子跳馬                             | 8月3日  |
| 銅     | ヘンリー・ホリングスワース ニック・ラッシャー クリスティアン・タバシュ クラーク・ディーン クリス・カールソン ピーター・チャテーン イヴァン・オルソン ピーター・クイントン ライリー・ミルン | ローイング                   | 男子エイト                           | 8月3日  |
| 銅     | ペイジ・マッデン | 競泳                         | 女子800m自由形                       | 8月3日  |
| 銅     | テイラー・フリッツ トミー・ポール | テニス                       | 男子ダブルス                         | 8月3日  |
| 銅     | フレッド・カーリー | 陸上競技                     | 男子100m                             | 8月4日  |
| 銅     | スニーサ・リー | 体操競技                     | 女子段違い平行棒                     | 8月4日  |
| 銅     | オーステン・ジュエル・スミス | 射撃                         | 女子スキート                         | 8月4日  |
| 銅     | デリカ・ハンビー シーラ・バーディック ヘイリー・ファン・リス ライン・ハワード | バスケットボール             | 女子3x3                              | 8月5日  |
| 銅     | ヤレド・ヌグセ | 陸上競技                     | 男子1500m                            | 8月6日  |
| 銅     | ブリタニー・ブラウン | 陸上競技                     | 女子200m                             | 8月6日  |
| 銅     | オマリ・ジョーンズ | ボクシング                   | 男子71kg級                           | 8月6日  |
| 銅     | ハンプトン・モリス | ウエイトリフティング         | 男子61kg級                           | 8月7日  |
| 銅     | ノア・ライルズ | 陸上競技                     | 男子200m                             | 8月8日  |
| 銅     | ジャスミン・ムーア | 陸上競技                     | 女子走幅跳                           | 8月8日  |
| 銅     | サム・ワトソン | スポーツクライミング         | 男子スピード                         | 8月8日  |
| 銅     | クリスティーナ・ティーチャウト | テコンドー                   | 女子67kg級                           | 8月9日  |
| 銅     | バレーボールアメリカ合衆国男子代表- マシュー・アンダーソン - テイラー・エイヴリル - マイカ・クリステンソン - トリー・デファルコ - マックスウェル・ホルト - トーマス・ジェスキー - ジェフリー・ジェンドリック - マイカ・マア - ギャレット・ムアグトゥティア - アーロン・ラッセル - エリック・ショージ - デービット・スミス | バレーボール                 | 男子                                 | 8月9日  |
| 銅     | アーロン・マーケル・ブルックス | レスリング                   | 男子フリースタイル86kg級             | 8月9日  |
| 銅     | ヘレン・ルイーズ・マルーリス | レスリング                   | 女子フリースタイル57kg級             | 8月9日  |
| 銅     | グラント・フィッシャー | 陸上競技                     | 男子5000m                            | 8月10日 |
| 銅     | ビクター・モンタルボ | ブレイキン                   | 男子                                 | 8月10日 |
| 銅     | カイル・ダグラス・デイク | レスリング                   | 男子フリースタイル74kg級             | 8月10日 |
| 銅     | 水球男子アメリカ合衆国代表- アドリアン・ワインバーグ - ジョニー・フーパー - マーコ・ヴァヴィッチ - アレックス・オーバート - ハネス・ドーベ - ルカ・クピド - ベン・ハロック - ディラン・ウッドヘッド - アレックス・ボウエン - チェイス・ウィリアム・ドッド - ライダー・ドッド - マックス・アーヴィング - ドリュー・ホランド | 水球                         | 男子                                 | 8月11日 |

## 選手数
パリオリンピックで開催された32競技のうち、ハンドボールを除く31競技に選手が出場した。下表の人数には団体種目の交代選手は含まれていない。
| 競技                         | 男子 | 女子 | 計  |
| ---------------------------- | ---- | ---- | --- |
| アーチェリー                 | 1    | 3    | 4   |
| アーティスティックスイミング | 0    | 8    | 8   |
| 陸上競技                     | 59   | 61   | 120 |
| バドミントン                 | 3    | 4    | 7   |
| バスケットボール             | 16   | 16   | 32  |
| ボクシング                   | 4    | 4    | 8   |
| ブレイキン                   | 2    | 2    | 4   |
| カヌー                       | 3    | 2    | 5   |
| 自転車                       | 10   | 13   | 23  |
| 飛込                         | 5    | 6    | 11  |
| 馬術                         | 6    | 3    | 9   |
| フェンシング                 | 6    | 9    | 15  |
| ホッケー                     | 0    | 16   | 16  |
| サッカー                     | 18   | 18   | 36  |
| ゴルフ                       | 4    | 3    | 7   |
| 体操競技                     | 6    | 7    | 13  |
| 柔道                         | 2    | 2    | 4   |
| 近代五種                     | 0    | 1    | 1   |
| ローイング                   | 18   | 24   | 42  |
| ラグビー                     | 12   | 12   | 24  |
| セーリング                   | 6    | 7    | 13  |
| 射撃                         | 7    | 9    | 16  |
| スケートボード               | 6    | 6    | 12  |
| スポーツクライミング         | 4    | 4    | 8   |
| サーフィン                   | 2    | 3    | 5   |
| 競泳                         | 27   | 21   | 48  |
| 卓球                         | 1    | 3    | 4   |
| テコンドー                   | 2    | 2    | 4   |
| テニス                       | 6    | 5    | 11  |
| トライアスロン               | 2    | 3    | 5   |
| バレーボール                 | 16   | 16   | 32  |
| 水球                         | 12   | 12   | 24  |
| ウエイトリフティング         | 2    | 3    | 5   |
| レスリング                   | 10   | 6    | 16  |
| 合計                         | 278  | 314  | 592 |